# Егорий Вешний
Его́рий Ве́шний  (Юрьев день) — день в народном календаре славян, приходящийся на 23 апреля (6 мая). Название происходит от имени святого Георгия Победоносца, который в народной традиции обычно назывался Егорием или Юрием. В этот день у русских на большинстве территорий проводили обряд первого выгона скота, купались в «егорьевской росе», собирали лечебные травы, устраивали ритуальные трапезы, совершали аграрные обряды и жгли костры. По Далю «Юрий — праздник пастухов: их дарят и кормят в поле мирскою яичницей. На Егория пастуха окачивают, чтобы во всё лето не дремал».
У южных славян Гергиев день — основной календарный рубеж первой половины года. Вместе с Дмитриевым днём Юрьев день делит год на два полугодия — «дмитровское» и «юрьевское».

## Другие названия
рус. Юрьев день, Георгий Победоносец, Егорий вешний, Егорий весенний, Егорий храбрый, День Егория Храброго, Юрий тёплый, День Егория храброго, Егорий голодный, Егорий-скотопас, Егорий — ленивая соха, Юрий Водонос, Отмыкание Земли, Егорий — резвая соха, рус. вят. Лошадушки менильники (именинники), рус. бирюч. Конский праздник, рус. воронеж. Скотский день, рус. тамб. Егорьев день. Егорий; бел. Юрай, Ягорый, Юрый весняный, Юр’я, Юр'е-Ягор'е Частны Леса; полес. Егорий, Юрий весняный, Юрий голодный, Ягорий; укр. Юрій, Сьвято Юр'я; болг. Георгьовден, Гергевден, Джурджовдън, Зелен Гьорги, Цветен Гьорги; макед. Гургевден, Гурговден; серб. Ђурђевдан; хорв. Đurđevo; словен. Jurjevo, Sveti Jurij; пол. św. Jerzy; чеш. Svatý Jiří, словац. Jurij, D'uro, Svätý Júr, Svätý Júraj.

## У восточных славян

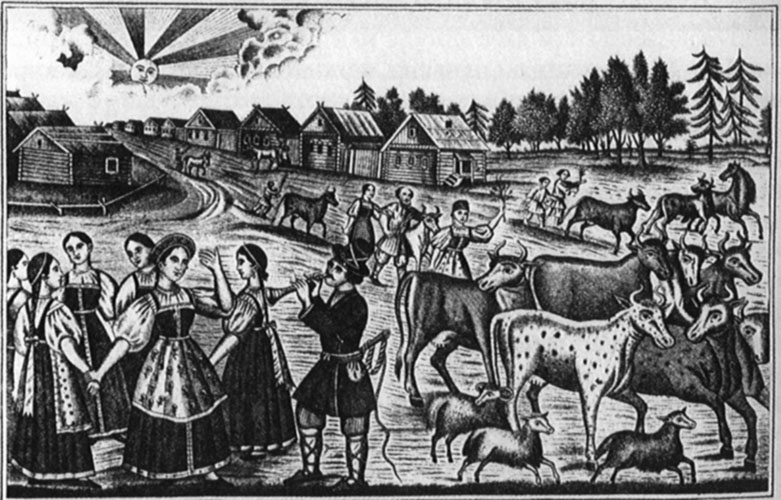
Лубок «Егорий вешний». XIX век

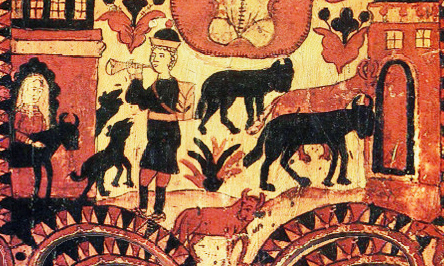
«Пастух». Прялка, деталь. Северная двина. XIX век

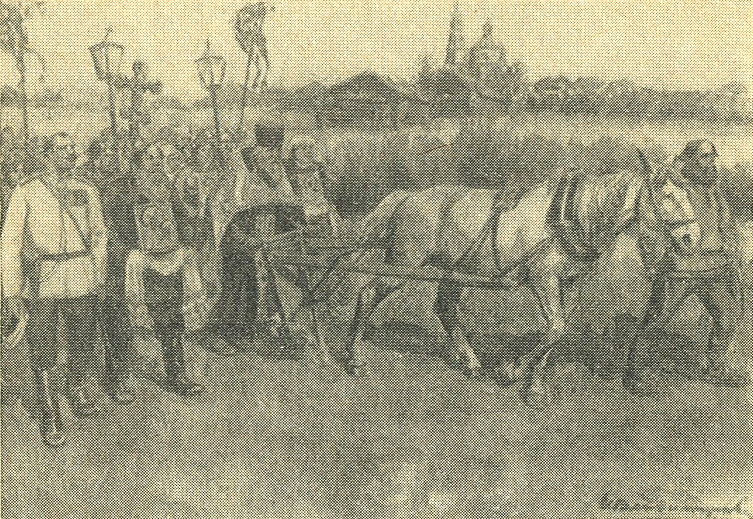
Первая борозда

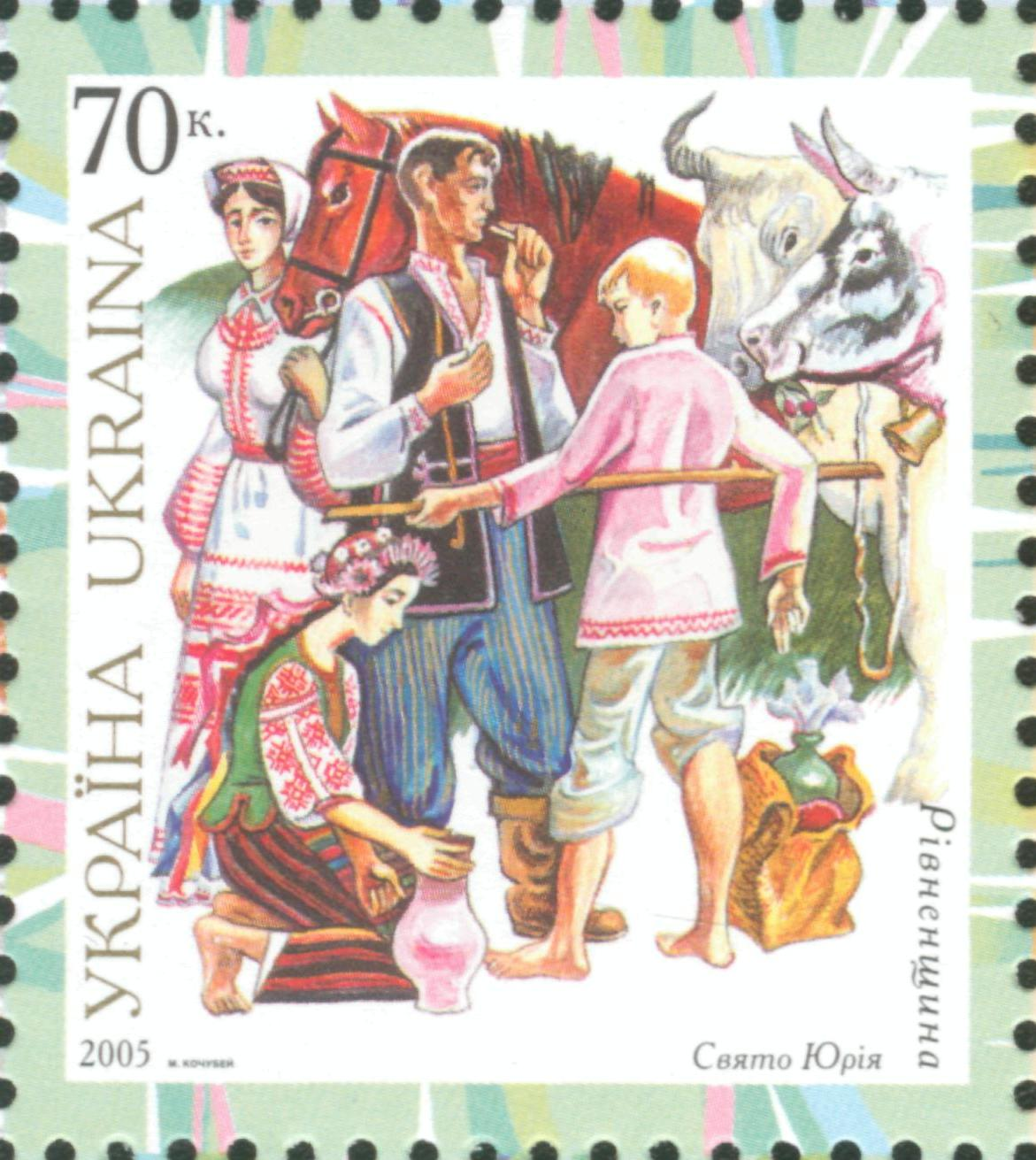
«Свято Юрія». Марка Украины. 2005

Юрьев день у восточных славян — основной скотоводческий праздник года, день первого выгона скота на пастбище, у южных славян и на Карпатах — день ритуального доения овец, первого замера молока и др. В Юрьев день совершались многочисленные обряды и магические (прежде всего апотропеические) действия, направленные на то, чтобы обеспечить благополучие скота во время летнего выпаса, способствовать его плодовитости, защитить скот от ведьм и нечистой силы, от волков, от укусов змей. В ряде мест в Юрьев день чествовали пастухов. На востоке Балкан одним из основных эпизодов праздника Юрьева дня было принесение в жертву ягнёнка.
В этот день вспахивалась первая борозда («На Егорья выезжает ленивая соха»).
На Украине и в Белоруссии, а также на востоке Балкан (особенно в Болгарии) в Юрьев день имели место обрядовые выходы в поле с целью осмотра посевов. Во время этих выходов иногда совершались молебны с водосвятием, однако часто выход происходил без участия священнослужителей. Сами хозяева обходили с утра все принадлежащие семье и засеянные злаковыми культурами участки земли, устраивали на поле трапезы, по окончании которых закапывали в землю остатки пищи (скорлупу яиц, кости поросёнка). Чтобы увеличить урожайность посевов, уберечь их от града или засухи, хозяева катались (кувыркались) по посевам. Иногда выгон скота и обход посевов соединялись в один обряд: скот ненадолго выгоняли на зеленеющие посевы злаковых культур: считалось, что у коров будет больше молока и в то же время это благоприятно повлияет на рост хлебов. Во время обходов предпринимались разнообразные действия для защиты посевов от града, непогоды. В поля втыкали ветки, освящённые в церкви в Вербное воскресенье, специально изготовленные из этих веток крестики, освящённые свечи, вертел от юрьевского ягнёнка; на поле молились, кропили посевы святой водой, целовали землю.
В Чёрной Руси в этот день происходили конские ристалища, сопровождаемые песнями и пиршествами.
У русских в Егорьев день (или один из пасхальных дней) молодёжные группы обходили дома тех, кто поженился менее года назад, и «окликали» их по имени-отчеству, исполняя величальные песни в их честь; за такое «окликание» они получали подарки и угощение (см. Вьюнишник).
На русско-белорусском пограничье, на востоке Белоруссии и на западно-русских территориях в Егорьев день жгут большие общесельские костры.
У белорусов (на Гродненщине) бытовала легенда как святой Юрий стал опекуном коней. Пастухи считают большим грехом не побывать на святого Юрия в церкви, а крестьяне не сварить в этот день овсяного киселя. Крестьяне старались выгнать скот пастись в Юрьев день, хлеща его тихонько освященной перед пасхой вербой. Но «юрьева роса» в народе считалась целебной, помогающей не только скоту, но и людям. Целебной роса была потому, что Юрий отпирал взятыми у Господа ключами землю, выпускал в мир жизнетворные соки. Росой мазали больные места, особенно глаза. В Витебском уезде росой омывали коров.
Русские Прикамья в Егорьев день «гоняли волков», чтобы они не подходили к скоту и деревне, для чего с шумом и трещотками обходили лесные опушки на окраинах деревни. Марийцы Пермского края проводили аналогичный обряд изгнания шайтана из деревни — сӱрем ужо.
На Русском Севере и у коми-пермяков в Егорьев день проводился водосвятный молебен с окроплением и купанием лошадей. Коми-пермяки, помимо этого, омывали в реке иконы и устраивали «стояние» в воде для избавления от мыжи — болезни, насылаемой умершими или святыми.

## У южных славян

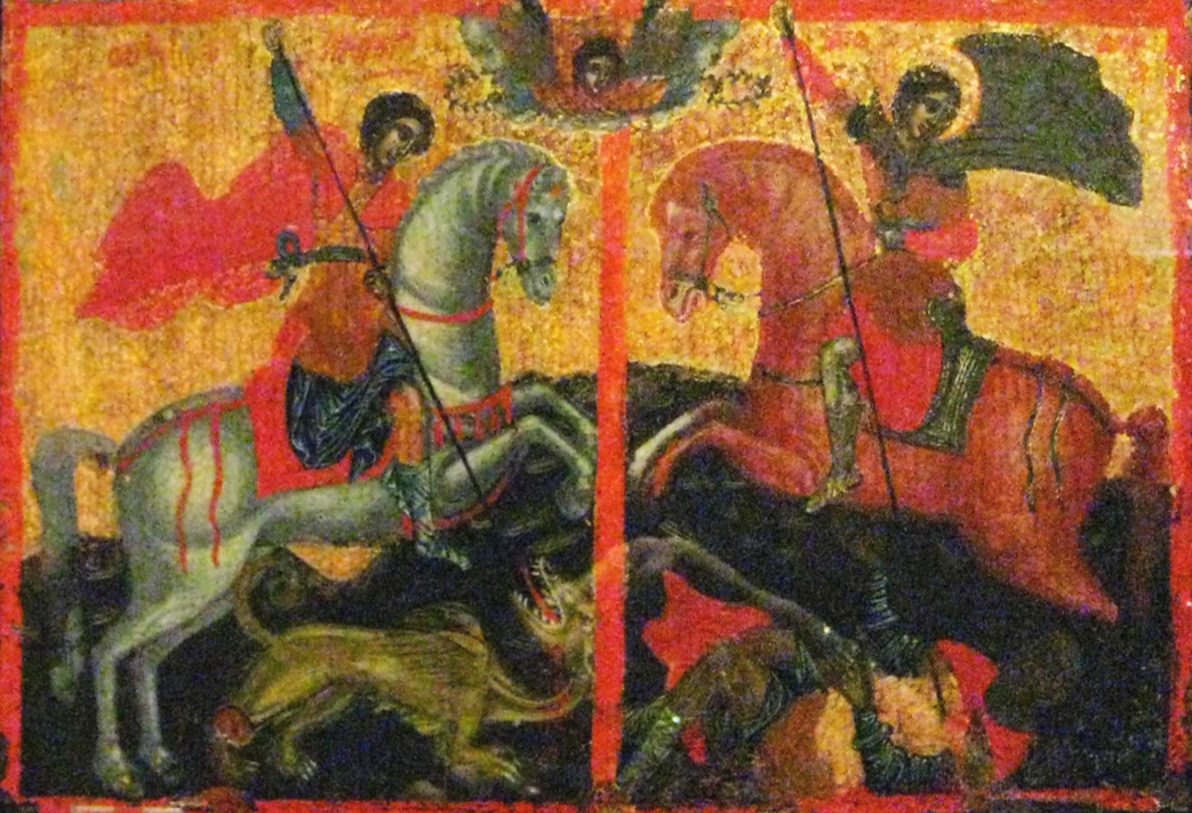
Св. Георгий (слева) и св. Дмитрий (справа). Фрагмент иконы, средние века.

Весенний Юрьев день считался началом полугодия, называемого у сербов «джурджевско» (юрьевское) и продолжающегося до Дмитриева дня 26 октября (8 ноября), который открывал второе, «митровско» (дмитриевское), полугодие.
У южных славян немало магических действий в Юрьев день было связано с овцой, предназначенной для первого доения: её украшали венком из трав и цветов, отдельный венок вешали на котёл, в который её доили.
В Словении, на северо-западе Хорватии, а также в Славонии известен обряд «Зелёный Юрий». В Юрьев день по селу ходила процессия, во главе которой вели человека, с ног до головы покрытого зеленью. У сербов Славонии в ночь накануне Юрьева дня мужчины плели огромную корзину из зелени, покрывали её сплошь зеленью, венками и, перевернув днищем вверх, надевали на голову и плечи человека, который в таком виде носил корзину по селу. Процессия состояла из пеших и конных мужчин, украшенных цветами, причём некоторые из них трубили в трубы и играли на других музыкальных инструментах. Они останавливались перед каждым домом, где исполняли юрьевские песни, в которых сообщалось о прибытии «Зелёного Юрия», а хозяева в ответ награждали их и обливали водой из подойника. У хорватов ряженый в зелень персонаж назывался обычно «Юрий» или «Зелёный Юрий». У словенцев парни вели «Зелёного Юрия» к реке и бросали его в воду; по другим данным, в воду бросали маску-корзину или же обливали водой и ряженого.
В Юрьев день (серб. Ђурђевдан; болг. Гергьовден) отменялись многочисленные пищевые табу. До этого дня можно было есть только старые овощи, а всю молодую зелень запрещалось даже вносить в дом. В Юрьев день также теряли свою силу запреты на молодое мясо и молочные продукты (которые не ели с начала Великого поста или с 1 марта): в этот день первый раз ели домашнюю птицу и ягнятину, пили молоко, готовили сыр и угощали им гостей и т. д. Особенно строгими были ограничения, касающиеся молока. Если у какой-либо овцы погибали ягнята, её молоко всё равно не пили, а выливали в реку, после чего обязательно мыли руки, чтобы не оскверниться молоком, которое ещё не было освящено. Первое надоенное молоко, как и любые другие первые продукты, было предназначено предкам (молоко раздавали соседям на помин души, лили в воду и др.). Считалось что нарушение этого правила грозило гибелью приплода и болезнью всего стада. Наиболее последовательно запрет пить молоко до Юрьева дня соблюдался женщинами, у которых умерли грудные дети. По южнославянским поверьям, на «том свете» такие дети сидят на молочном дереве и пьют молоко. Если мать умершего ребёнка нарушит запрет, он отлучается от дерева, остаётся голодным и проклинает её.
Во многих славянских традициях Юрьев день связан с защитой от града: болгары и словаки в этот день воздерживались от работ, ассоциирующихся с «битьём» и иным производством шума: не били бельё вальками, не пользовались ручными мельничками, не ткали, а также не выносили за пределы дома молоко и не употребляли в пищу на улице молочные продукты. У сербов и болгар группа парней обходила ночью село или поле, неся с собой кожу закланного в Юрьев день ягнёнка, задвижку от мельничной запруды, лопату, живую курицу, а по окончании обхода закапывала всё это в землю в том месте, откуда обход начался, тем самым символически запирая круг и предохраняя село или поле от града.
У сербов в некоторых районах до недавнего времени в этот день ритуальная процессия девушек («кралица») обходила дома с пожеланиями здоровья и счастья всем домочадцам.
У православных гагаузов, перенявших много славянских традиций, 6 мая отмечается «Хедерлез» в день святого Георгия Победоносца — праздник, который своими истоками уходит далеко в язычество[страница не указана 3255 дней].

## Образ Георгия у славян
Георгий Победоносец является одним из самых почитаемых у славян святых, считается покровителем Москвы и Русского государства. Обычно назывался Егорием или Юрием. В народном представлении выступает как защитник скота, «волчий пастырь», а по весне отмыкает Землю и выпускает росу. У южных славян Юрьев день — основной календарный рубеж первой половины года, вместе с Дмитриевым днём он делит год на два полугодия — «дмитровское» и «юрьевское».
В народном сознании сосуществуют два образа святого: один из них приближен к церковному культу святого Георгия — змееборца и христолюбивого воина, другой, весьма отличный от первого, к культу скотовода и землепашца, хозяина земли, покровителя скота, открывающего весенние полевые работы. Так, в народных легендах и духовных стихах воспеваются подвиги святого воина Егория (Георгия), устоявшего перед пытками и посулами «царища Демьянища (Диоклетианища)» и поразившего «люту змию, люту огненну». Мотив победы святого Георгия известен в устной поэзии восточных и западных славян. У поляков св. Ежи сражается с «вавельским смоком» (змеем из краковского замка). Русский духовный стих, также следуя иконописному канону, причисляет к змееборцам и Феодора Тирона (см. Сказание о подвигах Фёдора Тиринина), которого восточно- и южнославянские традиции тоже представляют всадником и защитником скота.
Другой народный образ святого связан с началом весны, земледелием и скотоводством, с первым выгоном скота, который у восточных и части южных славян, а также в восточной Польше часто бывает на Юрьев день. В русских (костром., твер.) обходных юрьевских песнях обращаются к св. Егорию и св. Макарию:
Егорий ты наш храбрый,

Макарий преподобный!

Ты спаси нашу скотину

В поле и за полем,

В лесу и за лесом,

Под светлым месяцем,

Под красным солнышком,

От волка хищного,

От медведя лютого,

От зверя лукавого
В хорватских песнях того же дня и назначения св. Георгий приезжает на «зелёном», то есть сером в яблоках, коне:

| Оригинал Dobro jutro dobri gospodari! Evo zelenog Djure Na zelenom konju, Zelen ko travica, Roaan ko rosica. Nosi zitni klas I od Boga dobar glas | Перевод Доброе утро, дорогие хозяева! Вот к вам приехал зелёный Юрий На зелёном коне, Зелёный, как травушка, Росистый, как роса. Привёз жита колос И от Бога добрую весть |
Некоторые хорватские юрьевские тексты близки к текстам вучаров:

| Оригинал Dajte Juri slanine, Da vam tjera vuka s planine! | Перевод Дайте Юрию сала, Чтобы он вам прогнал волка с гор! |
У хорватов и словенцев в обходе дворов с юрьевскими песнями главная фигура — «Зелёный Юрий» (Zeleni Juraj) — мальчик, покрытый с головы до ног зелёными ветками, изображающий св. Георгия (ср. полес. куст). В тех же хорватских песнях в Юрьев день иногда присутствует мотив змееборчества и похищения змеем девицы. Словенцы в Помурье водили «Зелёного Юрия» или «Весника» (Zeleni Jurij, Vésnik — от словенского диалектного vésna «весна») и пели:

| Оригинал Zelenega Jurja vodimo, Maslo in jajca prosimo, Ježi-babo zganjamo, Mladoletje trosimo! | Перевод Зелёного Юрия водим, Масло и яйца просим, Бабу Ягу прогоняем, Весну рассыпаем! |
В Штирии ребята пели:

| Оригинал Sveti Jurij, to mas kljuc, Odpri nam nebesko luč! | Перевод Святой Юрий, у тебя есть ключ, Отвори нам небесный свет! |
и при этом деревянным ключом ковыряли землю. В центральной Белоруссии юрьевские обходчики «будили» св. Юрия:

| Юры, ўставай рана, Адмыкай зямлю, Выпускай расу На цеплае лета, На буйнае жыта, На ядраністае, На калаcістае! |
а пасхальные волочебники обращались к святому:

| Святы Юрый, з неба ідучы, 3 неба ідучы, вазьмі ключы, Адамкні зямлю сырусеньку, Пусці расу цяплюсеньку, Пусці расу на ўсю вясну, На ўсю вясну, на ціхае лета, На ціхае лета, ядранае жыта, На гэты свет, на ўсякі цвет. |— около г.Борисова
В восточной Моравии в Смертное воскресенье (предпоследнее перед Пасхой) молодежь распевала:

| Оригинал Smrtna nedele, Kdes klič poděla? Dala sem ho, dala Svatěmu Juři, Aby nam otevřel do raja dveři, Aby Juři vstal Pole odmykal, Aby tráva rustla, Tráva zelená. | Перевод Смертное воскресенье, Куда ты дело ключ? — Я дало его, дало Святому Юрию, Чтобы он нам открыл Двери рая, Чтобы Юрий Отомкнул поле, Чтобы росла трава, Трава зелёная. |
Для болгарских и восточносербских юрьевских песен характерен мотив подковывания коня и объезда полей: «Свети Гиоргия коня кове се от сребро и от злато…» (Святой Георгий подковывает коня серебром и золотом…),

| Оригинал Тръгнал ми е свети Георги Сутром рано на Герговден Да обижда зелени нивя, Зелени нивя, росни ливади. | Перевод Направился святой Георгий Рано утром на Юрьев день Объезжать зеленые поля, Зелёные поля, росистые луга. |
В Приангарье Егория Храброго чтили как покровителя лошадей, в его день на лошадях не работали. В Пиринской Македонии (Петрич) полагали, что св. Георгий — повелитель весеннего дождя и грома: вместе с пророком Ильёй он разъезжал на коне по небу, и от этого слышался гром. В сёлах около Пловдива воспринимали святого как хозяина и «держателя» всех вод: он убил змея, чтобы дать людям воду.

## Поговорки и приметы
- Два Егорья: один холодный, другой голодный[41].
- В этот день сходит весна на землю (укр. В сей день сходить весна на землю)[42].
- Св. Георгий красную весну на красную горку начинает, пророк Илья лето кончает, жито зажинает[5].
- Юрьева роса от семи недугов[43].
- Сегодня лошадушки менильники (именинники)[44].
- С Юрия — хороводы, с Дмитрия — вечёрницы (укр. З Юрія хороводи, з Дмитрія вечорниці)[45].